# Lilienpfennig

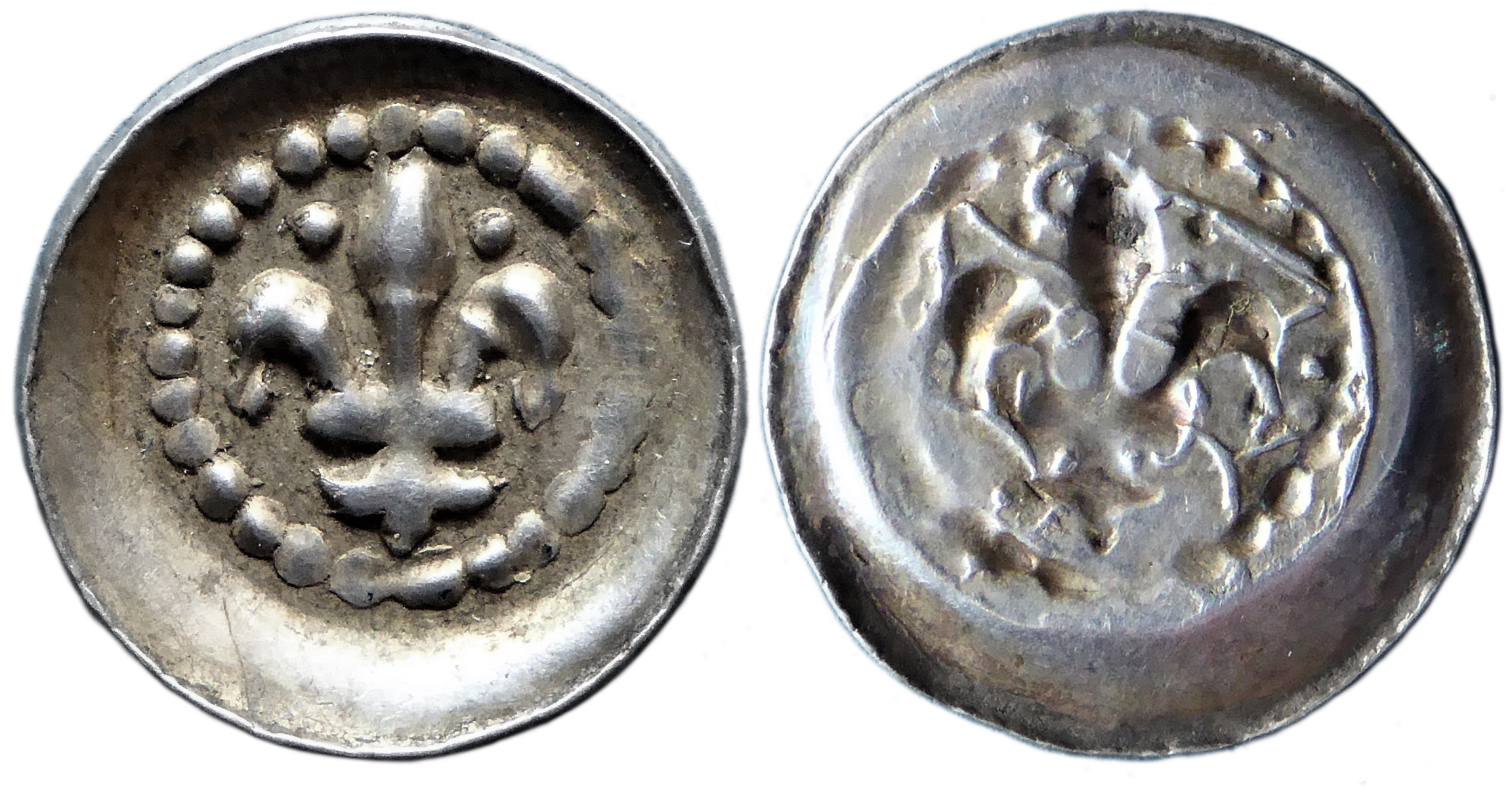
Straßburger Lilienpfennig

Lilienpfennig ist eine Silbermünze und die Bezeichnung für die spätmittelalterlichen bis frühneuzeitlichen Pfennigtypen der deutschen Freien Reichsstadt Straßburg mit der namensgebenden heraldischen Lilie im Münzbild. Es gibt Lilienpfennige, auf denen statt dem Mittelblatt der Lilie ein ähnlich ausgeprägter Krummstab dargestellt ist.
Neben dem Händleinheller war der Lilienpfennig einer der bedeutendsten regionalen Pfennige Südwestdeutschlands. Lilienpfennige wurden zunächst doppelseitig und später, vermutlich nach 1300, einseitig geprägt.
Die Lilienpfennige sind sogenannte Ewige Pfennige, da sie im Gegensatz zu den meisten Brakteaten nicht regelmäßig gebührenpflichtig umgetauscht werden mussten (Münzverruf). Die kleinen Kugeln im Münzbild mit der heraldischen Lilie sind die Staubgefäße der Lilie. Teilweise sind deren Stiele erkennbar. Das Münzbild ist in einem Perlkreis eingefasst.

## Prägezeit
Über den Beginn seiner Prägung bestehen unterschiedliche Meinungen. Mit dem Münzfund von Steinfeld kann wissenschaftlich hinreichend geklärt werden, dass der Prägebeginn der Lilienpfennige auf das letzte Jahrzehnt des 13. Jahrhunderts festgelegt werden kann. Es wird das Jahr 1296 benannt. 1296 bezeichnet den Übergang des Münzrechts vom Bischof an die Freie Reichsstadt.
Lilienpfennige wurden bis weit in die Frühe Neuzeit (1693) geprägt und 1722 aus dem Verkehr gezogen.

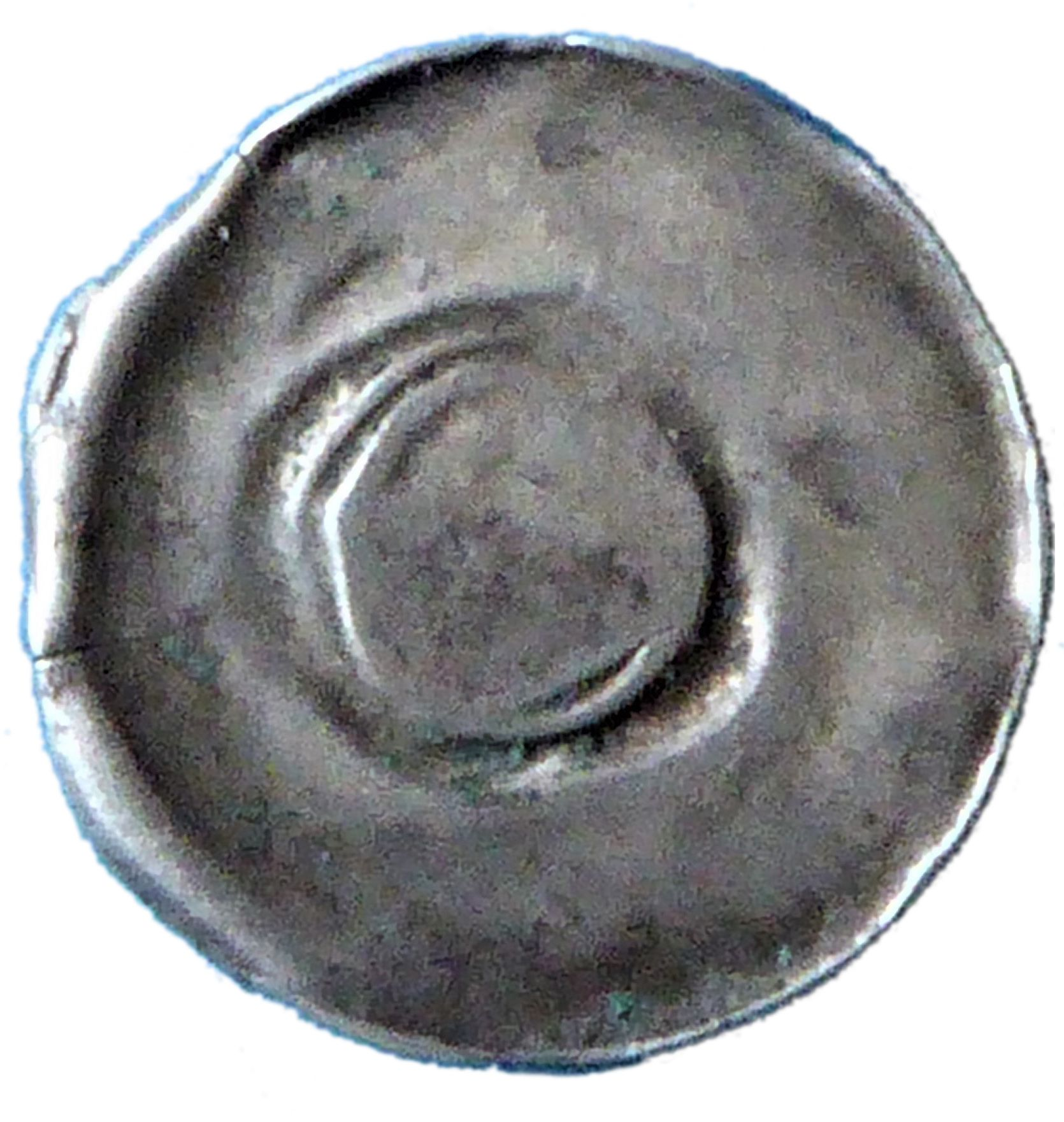
Vorgeformter Rohling (Schrötling)

## Zur Prägetechnik
Der für die Prägung verwendete Schrötling war größer als der Münzstempel, sodass ein breiter, unbeprägter Rand entstand, der sich durch den Prägedruck tellerförmig aufbog. Es wird auch angegeben, dass der aufgebogene Rand in dieser Zeit Schutz gegen Beschneidung bot.
Weiterhin gibt es gesicherte Erkenntnisse, dass der gestauchte, aufgewölbte Rand nicht nur beim Prägen entstanden ist. Die Pfennige wurden in einer relativ weiten Hülse oder einem Ring „vorgeformt“, so dass das Material der Rohlinge gestaucht wurde, aber nicht überall den Rand erreichte.

„Dass dieser Rand schon vor dem eigentlichen Prägen entstanden sein muss, beweisen die vorgeformten Pfennige (Rohlinge) aus den verschieden Funden. … Ob der gestauchte Rand bei den Lilienpfennigen durch entsprechende Hammerschläge entstanden ist ..., ist unwahrscheinlich, denn allein der Zeitaufwand wäre bei dieser Massenprägung des Lilienpfennigs viel zu hoch gewesen.“

## Größe und Gewicht
Lilienpfennige sind mit einem Durchmesser von 14 bis 17 mm, und einem Gewicht von ca. 0,32 bis 0,53 g dokumentiert.